# NGC 7580
NGC 7580 ist eine Spiralgalaxie vom Hubble-Typ Sbc im Sternbild Pegasus nördlich der Ekliptik. Sie ist schätzungsweise 205 Millionen Lichtjahre von der Milchstraße entfernt.
Das Objekt wurde am 25. September 1886 vom US-amerikanischen Astronomen Lewis Swift entdeckt.